# Igny (Haute-Saône)
Pour les articles homonymes, voir Igny.
Igny est une commune française située dans le département de la Haute-Saône, la région culturelle et historique de Franche-Comté et la région administrative Bourgogne-Franche-Comté.

## Géographie
| Seveux                                      |                    | Sainte-Reine |
| Beaujeu-Saint-Vallier-Pierrejux-et-Quitteur | Igny               | Vellemoz     |
|                                             | Sauvigney-lès-Gray | Angirey      |

### Climat
Pour des articles plus généraux, voir Climat de la Bourgogne-Franche-Comté et Climat de la Haute-Saône.
En 2010, le climat de la commune est de type climat des marges montargnardes, selon une étude du Centre national de la recherche scientifique s'appuyant sur une série de données couvrant la période 1971-2000. En 2020, Météo-France publie une typologie des climats de la France métropolitaine dans laquelle la commune est exposée à un climat semi-continental et est dans la région climatique  Lorraine, plateau de Langres, Morvan, caractérisée par un hiver rude (1,5 °C), des vents modérés et des brouillards fréquents en automne et hiver. 
Pour la période 1971-2000, la température annuelle moyenne est de 10,4 °C, avec une amplitude thermique annuelle de 17,5 °C. Le cumul annuel moyen de précipitations est de 956 mm, avec 12,5 jours de précipitations en janvier et 9 jours en juillet. Pour la période 1991-2020, la température moyenne annuelle observée sur la station météorologique de Météo-France la plus proche, « Bucey-lès-Gy », sur la commune de Bucey-lès-Gy à 9 km à vol d'oiseau, est de 11,6 °C et le cumul annuel moyen de précipitations est de 1 032,6 mm. 
La température maximale relevée sur cette station est de 41,5 °C, atteinte le 8 août 2003 ; la température minimale est de −23 °C, atteinte le 2 janvier 1971,,. 
Les paramètres climatiques de la commune ont été estimés pour le milieu du siècle (2041-2070) selon différents scénarios d'émission de gaz à effet de serre à partir des nouvelles projections climatiques de référence DRIAS-2020. Ils sont consultables sur un site dédié publié par Météo-France en novembre 2022.

## Urbanisme

### Typologie
Au 1er janvier 2024, Igny est catégorisée commune rurale à habitat dispersé, selon la nouvelle grille communale de densité à sept niveaux définie par l'Insee en 2022.
Elle est située hors unité urbaine. Par ailleurs la commune fait partie de l'aire d'attraction de Gray, dont elle est une commune de la couronne,. Cette aire, qui regroupe 63 communes, est catégorisée dans les aires de moins de 50 000 habitants,.

### Occupation des sols
L'occupation des sols de la commune, telle qu'elle ressort de la base de données européenne d’occupation biophysique des sols Corine Land Cover (CLC), est marquée par l'importance des territoires agricoles (49,3 % en 2018), une proportion sensiblement équivalente à celle de 1990 (49 %). La répartition détaillée en 2018 est la suivante : 
forêts (47,6 %), terres arables (38,9 %), prairies (10,4 %), zones urbanisées (3,1 %). L'évolution de l’occupation des sols de la commune et de ses infrastructures peut être observée sur les différentes représentations cartographiques du territoire : la carte de Cassini (XVIIIe siècle), la carte d'état-major (1820-1866) et les cartes ou photos aériennes de l'IGN pour la période actuelle (1950 à aujourd'hui).

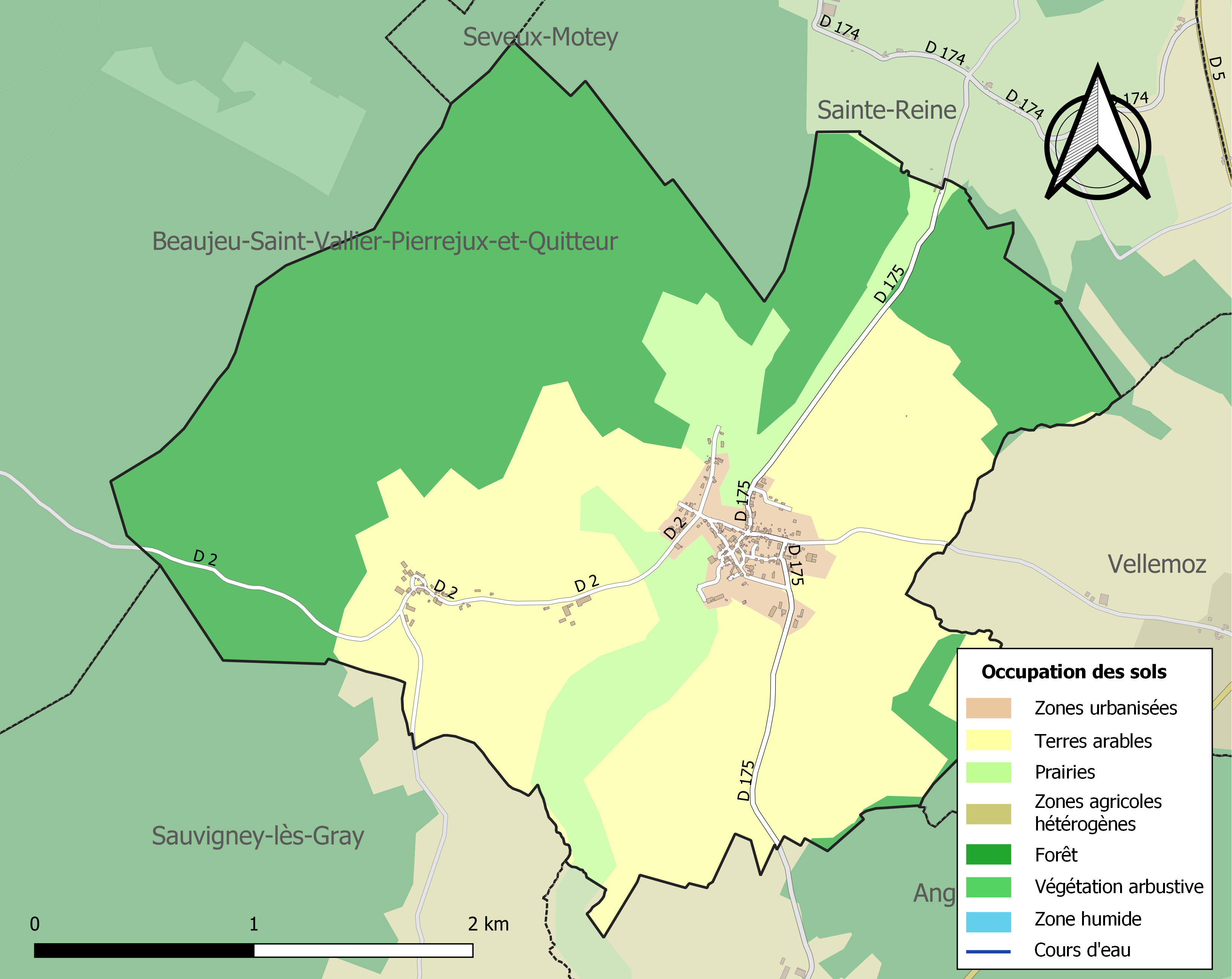
Carte des infrastructures et de l'occupation des sols de la commune en 2018 (CLC).

## Histoire
La seigneurie d'Igny fut érigée en marquisat, sous le nom de Champagne, en 1756, pour François-Xavier de Champagne, et le village prit le nom de Champagne, qu'il abandonna après la Révolution.
Igny a absorbé, entre 1790 et 1794, la commune de l'Étang, et portait en 1793 le nom de Igny et L'Etang .

## Politique et administration

### Rattachements administratifs et électoraux
La commune fait partie de l'arrondissement de Vesoul du département de la Haute-Saône, en région Bourgogne-Franche-Comté. Pour l'élection des députés, elle dépend de la première circonscription de la Haute-Saône.
Elle fait partie depuis 1801 du canton de Gray (dont la composition a été modifiée dans le cadre du redécoupage cantonal de 2014 en France, passant de 21 à 24 communes).

### Intercommunalité
La commune a adhéré le 1er janvier 2008 à l'ancienne communauté de communes Val de Gray.
L'article 35 de la loi n° 2010-1563 du 16 décembre 2010 « de réforme des collectivités territoriales » prévoyait d'achever et de rationaliser le dispositif intercommunal en France, et notamment d'intégrer la quasi-totalité des communes françaises dans des EPCI à fiscalité propre, dont la population soit normalement supérieure à 5 000 habitants.
Dans ce cadre, le schéma départemental de coopération intercommunale (SDCI) approuvé par le préfet de Haute-Saône le 23 décembre 2011 a prévu la fusion de cette intercommunalité avec la petite communauté de communes du Pays d'Autrey, auxquelles plusieurs communes jusqu'alors isolées devraient se joindre.
La commune est donc membre depuis le 1er janvier 2013 de la nouvelle communauté de communes Val de Gray.

### Liste des maires
| Période                                  | Période                    | Identité          | Étiquette | Qualité                                                  |
| ---------------------------------------- | -------------------------- | ----------------- | --------- | -------------------------------------------------------- |
| Les données manquantes sont à compléter. |                            |                   |           |                                                          |
| avant 1988                               | mars 2008                  | Daniel Musard     |           |                                                          |
| mars 2008                                | 2009                       | Joël Oudin        |           | Professeur au lycée Saint-Jean à Besançon Démissionnaire |
| 2009                                     | En cours (au 10 août 2014) | Marcel Braconnier |           | Réélu pour le mandat 2020-2026,                          |

## Démographie
L'évolution du nombre d'habitants est connue à travers les recensements de la population effectués dans la commune depuis 1793. Pour les communes de moins de 10 000 habitants, une enquête de recensement portant sur toute la population est réalisée tous les cinq ans, les populations de référence des années intermédiaires étant quant à elles estimées par interpolation ou extrapolation. Pour la commune, le premier recensement exhaustif entrant dans le cadre du nouveau dispositif a été réalisé en 2008.

En 2022, la commune comptait 208 habitants, en évolution de +8,33 % par rapport à 2016 (Haute-Saône : −1,4 %, France hors Mayotte : +2,11 %).
| 1793 | 1800 | 1806 | 1821 | 1831 | 1836 | 1841 | 1846 | 1851 |
| ---- | ---- | ---- | ---- | ---- | ---- | ---- | ---- | ---- |
| 422  | 505  | 521  | 499  | 494  | 515  | 485  | 484  | 517  |

| 1856 | 1861 | 1866 | 1872 | 1876 | 1881 | 1886 | 1891 | 1896 |
| ---- | ---- | ---- | ---- | ---- | ---- | ---- | ---- | ---- |
| 501  | 449  | 421  | 398  | 422  | 394  | 375  | 363  | 303  |

| 1901 | 1906 | 1911 | 1921 | 1926 | 1931 | 1936 | 1946 | 1954 |
| ---- | ---- | ---- | ---- | ---- | ---- | ---- | ---- | ---- |
| 275  | 276  | 260  | 216  | 202  | 187  | 188  | 207  | 203  |

| 1962 | 1968 | 1975 | 1982 | 1990 | 1999 | 2006 | 2008 | 2013 |
| ---- | ---- | ---- | ---- | ---- | ---- | ---- | ---- | ---- |
| 181  | 157  | 161  | 158  | 151  | 148  | 177  | 185  | 184  |

| 2018 | 2022 | - | - | - | - | - | - | - |
| ---- | ---- | - | - | - | - | - | - | - |
| 208  | 208  | - | - | - | - | - | - | - |

## Culture locale et patrimoine

### Lieux et monuments
La commune possède trois édifices inscrits aux monuments historiques :
- Église Saint Pierre aux Liens (fête le 1er août)  reconstruite à partir de 1740, elle sera achevée en 1753. La chaire et le retable du maître-autel ont été dessinés par Devosge. Elle s'est enrichie de deux confessionnaux en 1777. Le clocher fut détruit par un incendie en 1948. Elle fut rénovée de 1997 jusqu'en 2007. Située dans le diocèse de Besançon, elle dépend de la paroisse des Monts de Gy. fête le 6 aout
- Croix de cimetière d'Igny.
- Grande fontaine d'Igny édifiée entre 1849 et 1852 d'après les plans de l'architecte Christophe Colard.

Et aussi :
- Fontaine-lavoir à pavillon.

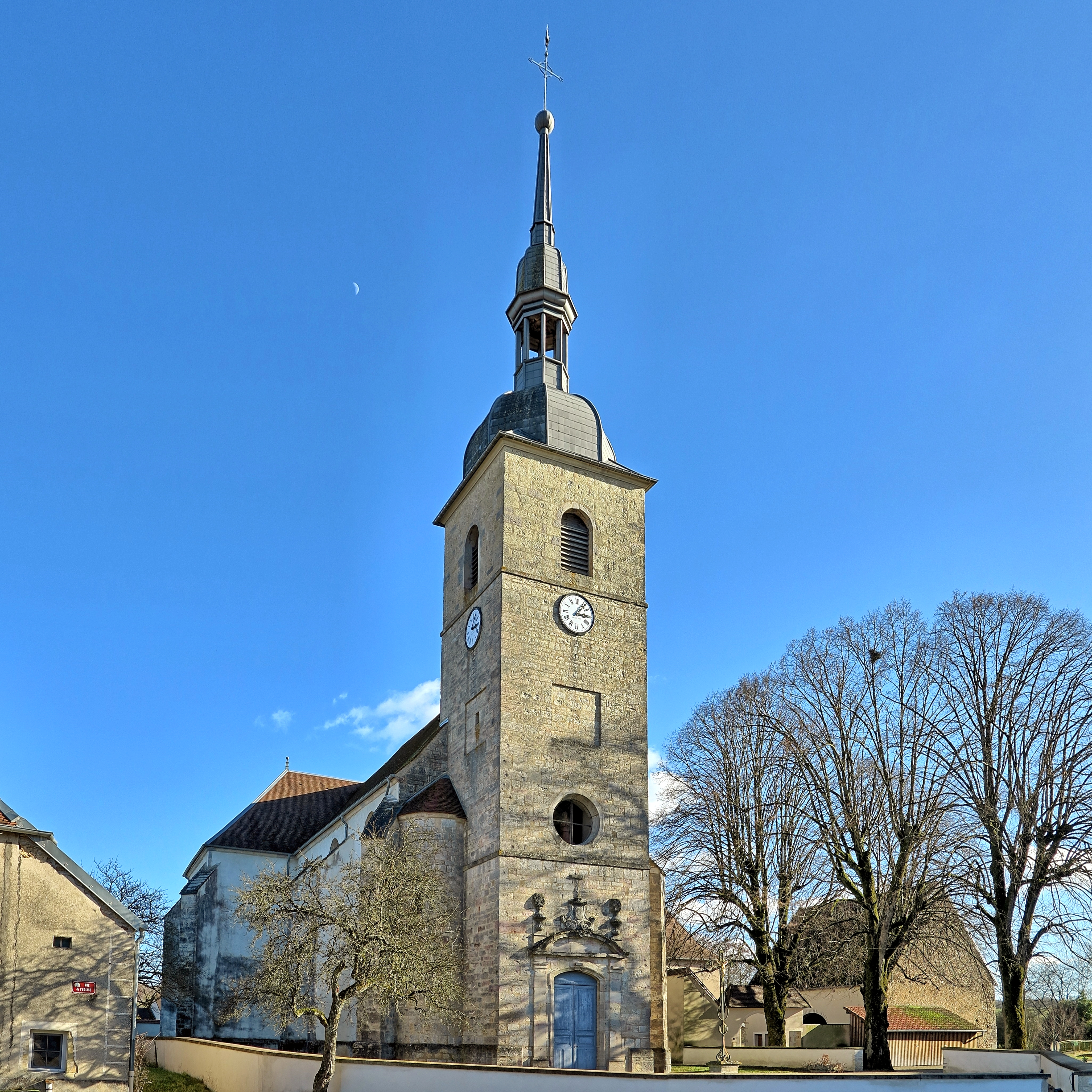
L'église avec, devant, la croix de cimetière.
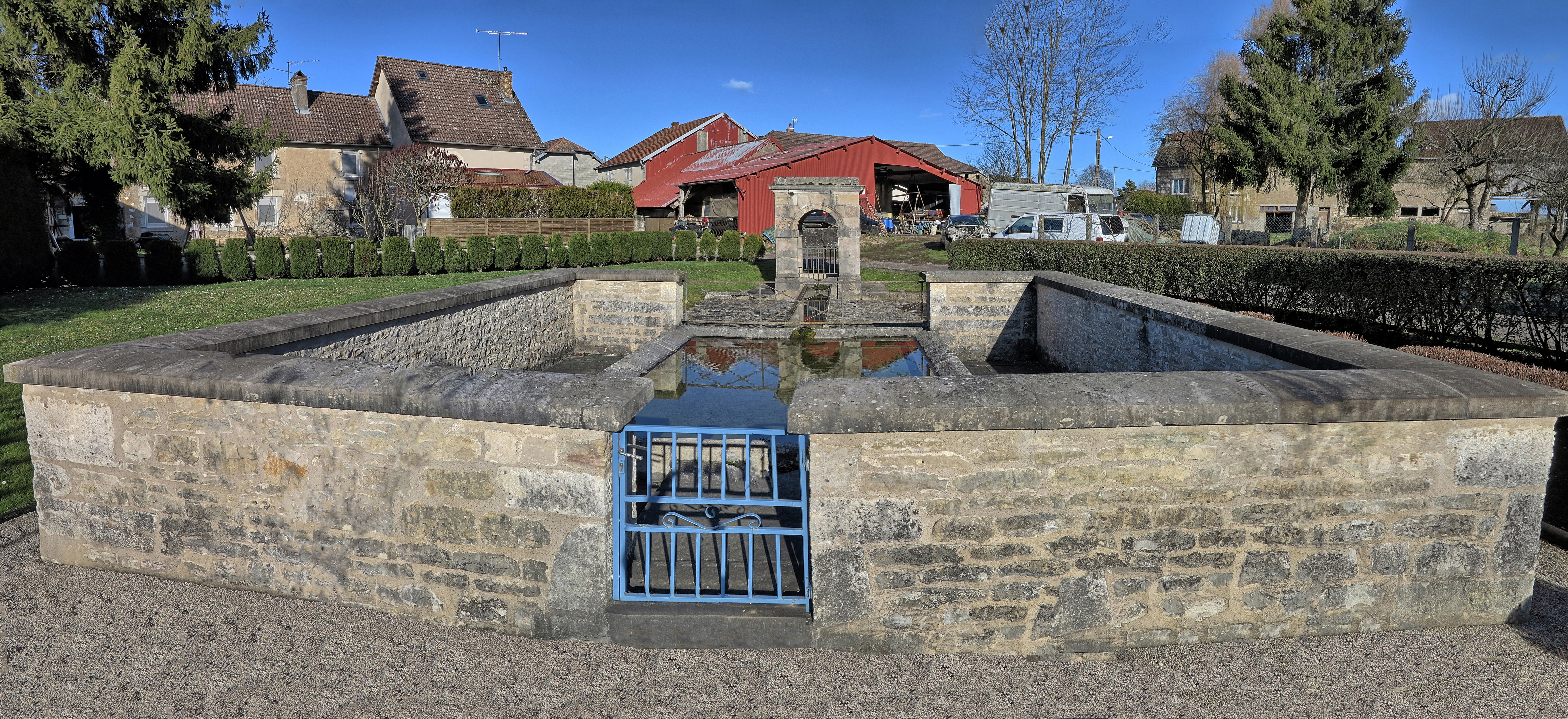
Fontaine-lavoir à pavillon.

### Personnalités liées à la commune
- Maurice Princet (1875-1968), mathématicien proche des milieux artistiques parisiens, né à Igny.

### Héraldique
La famille d'Igny portait pour armes : « Burelé d'argent et de gueules de dix pièces » et avait pour devise « Scuta comburet igni ».